# Hans Barlach
Hans-Georg Barlach (* 31. August 1955 in Ratzeburg; † 15. Juli 2015 in Hamburg) war ein deutscher Galerist, Unternehmer und Investor. Seine Rolle in den Rechtsstreitigkeiten um den Suhrkamp Verlag sorgte für große Aufmerksamkeit und machte ihn außerhalb der Medienbranche bekannt.

## Leben
Hans Barlach war der jüngere von zwei Söhnen von Nikolaus (Klaus) Barlach (1906–2001), dem einzigen Sohn und Alleinerben des Bildhauers Ernst Barlach.
Hans Barlach besuchte das Nordsee-Internat in Sankt Peter-Ording, brach die Schule 1972 ab und begann eine Ausbildung zum chemotechnischen Assistenten in Neumünster. Nach dem Abschluss seiner Lehre wirkte er seit 1977 im Auftrag seines Vaters als Verwalter des Ernst-Barlach-Nachlasses. Ab Ende 1982 betrieb er am Loogeplatz in Hamburg-Eppendorf in einer 1980 als Sitz der Nachlassverwaltung gekauften Jugendstilvilla seine erste Galerie. Im August 1984 wurde auf Barlachs Initiative der Kunstraum Hamburg eingerichtet und im November 1984 eröffnete er in Kellerräumen des Holthusenbades die Farbbad-Galerie.
Seit 1984 war Barlach an der Hamburger Rundschau beteiligt, deren Eigentümer er 1998 wurde und die er im Frühjahr 2000 einstellte.
In den 1990er Jahren investierte Barlach als Gesellschafter der Kunsthof Vermögensverwaltung oHG in die Berliner Oranienburger Straße 27 und schuf dort den KunstHof Berlin, eine Wohn- und Gewerbehofanlage. Im Jahr 1992 gründete er die Hamburger Galerie Barlach Halle K.
1999 leistete Barlach eine Bürgschaft von vier Millionen DM und sanierte als Projektentwickler und Gesellschafter der Süllberg Objektgesellschaft gemeinsam mit dem ehemaligen Heidelberger Bauinvestor Roland Ernst das historische Blankeneser Süllberg-Hotel in Hamburg, wobei im Mai 1999 der denkmalgeschützte Süllberg-Turm einstürzte, für den keine angeblich von Barlach beantragte Abrissgenehmigung erteilt wurde. Barlach wies Verdächtigungen zurück, man habe das Haus aus Kostengründen vorsätzlich beschädigen lassen.
Mit seiner gemeinsam mit Frank Otto gegründeten City-Boulevard Beteiligungs GmbH und Co. KG übernahm Barlach im Oktober 1999 von Gruner + Jahr die Hamburger Morgenpost. An der City-Boulevard hielt Barlach zunächst 33 %, seit 2003 67 % der Anteile. Im Jahr 2004 kaufte er mit Hilfe eines Kredites in Höhe von 1,6 Mio. € von dem Verleger Heinz Bauer den Rest der Anteile und verkaufte die MOPO im Januar 2006 an BV Deutsche Zeitungsholding, ein Unternehmen der Investorengruppe Veronis Suhler Stevenson International Ltd. (VSS) und David Montgomerys Mecom Group für geschätzte 24 Mio. €.
Ebenfalls 2004 wollte Gruner + Jahr TV-Today für 15 Mio. € verkaufen, Barlach übernahm – mit einem, wie es sich im Nachhinein herausstellte, vom Burda-Verlag finanzierten Darlehen – die Programmzeitschrift und verkaufte 2005 an Burda.
Barlach lebte in Hamburg-Winterhude. Er starb am 15. Juli 2015 im Alter von 59 Jahren in Hamburg an einer Lungenentzündung.

## Der Suhrkamp-Streit
Größere Bekanntheit – auch über Hamburg und die Medienbranche hinaus – erreichte Barlach mit seiner Beteiligung am Suhrkamp Verlag. Im November 2006 kündigte er an, gemeinsam mit dem Hamburger Mäzen und Investmentbanker Claus Grossner († 2010) für acht Millionen Euro die Medienholding AG Winterthur und damit die 29 % der Anteile am Verlag zu übernehmen, die bis dahin von dem Schweizer Unternehmer und Mäzen Andreas Reinhart gehalten wurden. In der Folgezeit kam es zu jahrelangen juristischen Auseinandersetzungen mit der Suhrkamp-Geschäftsführerin Ulla Unseld-Berkéwicz. Seit dem Ausstieg Joachim Unselds als Gesellschafter im November 2009 hielt die Medienholding AG Winterthur (MHW) 39 % der Verlagsanteile, die Siegfried und Ulla Unseld Familienstiftung unter Vorsitz von Unseld-Berkéwicz 61 %.
Das Gebaren Barlachs gegenüber dem Verlag wurde von Adam Soboczynski und Thomas E. Schmidt in der Zeit mit der eines „Corporate Raiders“ verglichen, der sich in Unternehmen einkaufe, um aus ihnen herauszuholen, was möglich sei. Barlach habe bis Mitte 2013 durch Ausschüttungen und Immobilienverkauf seinen Kapitaleinsatz weitgehend amortisiert und entgegen Ankündigungen nichts in das Unternehmen investiert. Im Gesellschaftervertrag von 2009 war festgehalten worden, das Ziel der MHW sei es, „von den Suhrkamp-Kommanditgesellschaften möglichst hohe Ausschüttungen zu erhalten“.
Im September 2011 reichte Barlach Klage wegen Veruntreuung gegen die Geschäftsleitung des Suhrkamp-Verlags ein. 2012 plante er, mit Josef Depenbrock in die Geschäftsführung einzutreten. Am 10. Dezember 2012 verurteilte das Landgericht Berlin die Geschäftsleitung zu Schadenersatz und erklärte den Beschluss der Gesellschafterversammlung vom 17. November 2011 zur Nichtabberufung von Unseld-Berkéwicz für nichtig. Das Urteil wurde nie rechtskräftig.
In der Schweiz wurde Barlach mit Urteil des schweizerischen Handelsgerichts des Kantons Zürich vom 7. Mai 2013 verpflichtet, dem damaligen Verkäufer der Aktien der Medienholding Winterthur AG, dem Unternehmer Andreas Reinhart, den Kaufpreis von CHF 5 Mio. zu bezahlen. Barlach hatte sich mit Argumenten, welche das Handelsgericht als offensichtlich haltlos qualifizierte, erfolglos gegen die Klage des Verkäufers gewehrt. Die von Barlach gegen dieses Urteil erhobene Beschwerde wies das schweizerische Bundesgericht mit Urteil vom 2. September 2013 ab. Barlach, der sich gegen die Vollstreckung gewehrt hatte, kündigte am 5. September 2013 öffentlich an, die Schuld zu begleichen.
Im Zuge der Streitigkeiten kam es zu gegenseitigen Verunglimpfungen. Ein vorsitzender Richter stellte Ende 2012 im Prozess fest: „Beide Gesellschafter sehen sich offenbar wechselseitig als Inkarnation des Bösen.“ Suhrkamp-Autor Peter Handke schrieb in der Zeit über Barlach: „Aber da, da ist, nein handelt ein von Grund auf Böser, ein Abgrundböser. Ein Unhold.“
Im Mai 2013 beantragte Suhrkamp ein Insolvenzverfahren in Eigenverwaltung. Im Januar 2014 stimmte das Amtsgericht Berlin-Charlottenburg der Umwandlung des Suhrkamp-Verlags in eine Aktiengesellschaft zu.
Am 17. April 2014 wurde bekannt, dass die Suhrkamp-Minderheitsgesellschafterin Medienholding AG laut einer Entscheidung des Landgerichts Berlin vor den Bundesgerichtshof ziehen darf. Der Bundesgerichtshof hob zunächst zwei Beschlüsse des Landgerichts Berlin auf. Mit Urteil vom 20. Oktober 2014 hat das Landgericht Berlin aber im Wege einer Folgenabwägung (gemäß § 253 Abs. 4 der Insolvenzordnung) rechtskräftig den Widerspruch der Medienholding AG gegen den Insolvenzplan des Verlages abgewiesen, der unter anderem durch die vorgesehene Umwandlung der KG in eine AG seine Einwirkungsmöglichkeiten auf die Geschäftsführung des Verlages entscheidend beschränkte.
Am 14. Dezember 2014 hat das Bundesverfassungsgericht zunächst eine einstweilige Anordnung zugunsten von Hans Barlach und der Medienholding AG erlassen, dann aber am 18. Dezember 2014 den Antrag auf Erlass einer einstweiligen Anordnung gegen die Umwandlung des Suhrkamp Verlags in eine Aktiengesellschaft abgelehnt und zugleich die Verfassungsbeschwerde nicht zur Entscheidung angenommen. Der Suhrkamp Verlag wurde im Januar 2015 in eine Aktiengesellschaft umgewandelt, dabei gingen alle Sonderrechte Barlachs aus dem vorherigen Gesellschaftervertrag verloren. Dabei trat im Zuge einer Kapitalerhöhung das Ehepaar Sylvia Ströher und Ulrich Ströher in den Verlag ein. Der Anteil der Medienholding AG beträgt deshalb nur noch 26 %.